# Ruff Ryders Entertainment
Ruff Ryders Entertainment — нью-йоркская звукозаписывающая и управляющая компания, которая специализируется на хип-хоп-музыке. Основана в 1988 году Чивон Дин и её братьями Ди и Уоа — дядями продюсера Swizz Beatz. Некоторые ошибочно думают, что название компании происходит от подразделения Теодора Рузвельта Rough Riders, первого добровольческого кавалерийского полка во время Испано-американской войны.
Основатели Ruff Ryders поначалу стали известными будучи менеджерами DMX, который стал мульти-платиновой звездой Def Jam Recordings в конце 90-х. После успеха DMX'а управляющая компания основала свой собственный лейбл в составе Interscope Records и добилась успеха с релизом рэперши Eve, сформированной Bad Boy Records группой The Lox, и их основными рэперами Jadakiss, Styles P, Sheek Louch, а также Drag-On и новичком Jin, победителем состязания BET's 106 & Park freestyle MC battle. Племянник Динов Swizz Beatz стал одним из самых востребованных продюсеров. В 2006 году Cassidy был подписан на Ruff Ryders через лейбл Swizz Beatz Full Surface.

## Основатели
- Darrin «Dee» Dean
- Joaquin «Waah» Dean
- Chivon Dean

## Участники
- D-Block (Ruff Ryders/D-Block/Interscope)
  - Styles P (Ruff Ryders/Koch Records/D-Block)
  - Sheek Louch (Ruff Ryders/Koch Records/D-Block)
- DMX (Ruff Ryders/Bodog Music/Bloodline Records)
- Eve (Ruff Ryders/Full Surface/Aftermath/Geffen)
- Swizz Beatz (Ruff Ryders/Full Surface/Universal Records)
- Lynne Timmes (aka LT) (Ruff Pop)
- Cassidy (Ruff Ryders/Full Surface/J Records)
- Yung Wun (Ruff Ryders/Full Surface/J Records)
- Kartoon (Ruff Ryders)
- Flashy (Ruff Ryders)
- Infa-Red & Cross (Ruff Ryders)
- Aja Smith (Ruff Ryders)
- My-My (Ruff Ryders)

## Артисты, покинувшие лейбл
- Fiend (1998—2001)
- Jin (2002—2005)
- Drag-On (1998—2006)
- J-Hood (2000—2007)

## Продюсеры
- Swizz Beatz
- Neo Da Matrix
- PK a.k.a. P. Killer Trackz

## Лейблы, основанные участниками Ruff Ryders
- D-Block Records  Founded By Jadakiss, Styles P & Sheek Louch
- Bloodline Records  Founded By DMX
- Full Surface  Founded By Swizz Beatz
- Hood Environment  Founded By Drag-On
- 354 Entertainment  Founded By Styles P
- ODG Entertainment  Founded By J-Hood
- Larsiny Records  Founded By Larsiny
- Real Ill Records  Founded By Cassidy & Larsiny
- Banga Sqaud Founded  Founded By Neo Da Matrix
- Vacant Lot Founded  Founded By Dame Grease

## Релизы
DMX
- It’s Dark and Hell Is Hot (1998)
- Flesh of My Flesh, Blood of My Blood (1998)
- ...And Then There Was X (1999)
- The Great Depression (2001)
- Grand Champ (2003)
- Year of the Dog… Again (2006)
- The Definition of X: The Pick of The Litter (Greatest Hits) (2007)
- The Best of DMX (2010)

Drag-On
- Opposite of H2O (2000)
- Hell and Back (2004)

Eve
- Let There Be Eve...Ruff Ryders' First Lady (1999)
- Scorpion (2001)
- Eve-Olution (2002)
- Here I Am (2008)

Jadakiss
- Kiss tha Game Goodbye (2001)
- Kiss of Death (2004)
- The Last Kiss (2009)

Styles P
- A Gangster and a Gentleman (2002)
- Time Is Money (2006)
- The Ghost Sessions (2007)
- Super Gangster, Extraordinary Gentleman (2007)

Sheek Louch
- Walk Witt Me (2003)
- After Taxes (2005)

The Lox
- We Are The Streets (2000)

Jin
- The Rest Is History (2004)

Ruff Ryders
- Ryde or Die Vol. 1 (1999)
- Ryde or Die Vol. 2 (2000)
- Ryde or Die Vol. 3: In The "R" We Trust (2001)
- The Redemption Vol. 4 (2005)
- Ruff Ryders: Past, Present, Future (2011)

Swizz Beatz
- Swizz Beatz Presents G.H.E.T.T.O. Stories (2002)
- One Man Band Man (2007)

Cassidy
- B.A.R.S. The Barry Adrian Reese Story (2007)

Kartoon
- 1st Driveby (2007)